# Jeřmanice
Jeřmanice (německy Jerschmanitz, od roku 1897 Hermannstal) jsou obec v okrese Liberec. Žije zde 656 obyvatel.
Obec se nalézá v severovýchodních Čechách na pomezí Jizerských hor a Ještědsko-kozákovského hřbetu nedaleko od známého vrcholu Ještěd s ještě známější stavbou, která tvoří dominantu tohoto kraje. Ves leží v údolí Jeřmanického, resp. Bajerského potoka (něm. Bayerbach). Územím obce prochází rozvodí mezi povodími Odry (Lužické Nisy) a Labe (Jizery). Na jihozápad od vsi se zvedá masiv vrchu Javorník (něm. Jaberlich, 685 m), na severovýchod vrch Hraničník (něm. Spitzberg, 603 m) a na sever Císařský kámen (něm. Kaiserstein, 637 m) (oba na katastru Rádla). Katastr obce je značně členitý, výškové rozdíly činí od 410 do 684 m n. m. s celkovou rozlohou 437 ha. Střed Jeřmanic leží v nadmořské výšce 450 m n. m.
Okolními sídly jsou Horní Podlesí a Vratislavice nad Nisou na severu, Milíře na severovýchodě, Rádlo a Dolánky na východě, Rydvaltice, Pelíkovice a Rychnov u Jablonce nad Nisou na jihovýchodě, zaniklá osada Mohelka, Buršín a Záskalí na jihu, Žďárek na jihozápadě, Javorník na západě a Dlouhý Most, respektive Horní Dlouhý Most na severozápadě.

## Administrativní příslušnost a místní části
Mezi léty 1980–1985 byla částí obce Dlouhý Most, od roku 1986 až do 31. prosince 1992 existovala jako městská část Liberec XXXVII-Jeřmanice, od roku 1993 je samostatnou obcí.
Obec v současnosti nemá žádné úředně stanovené místní části. Základními sídelními jednotkami jsou Jeřmanice a Sibiř (něm. Bayerberg). K Jeřmanicím náleží také osady Fibich (něm. Viehbig), Žižkov a Dolní Milíře (něm. Nieder Kohlstatt). V minulosti byla součástí také vesnička Milíře (něm. Kohlstatt), dnes náležící k Rádlu.

## Historie
První písemná zmínka o vsi pochází z roku 1543.
Jméno vsi je slovanského (českého) původu a souvisí se starým osídlením při obchodní stezce z Prahy do Žitavy a Lužice. Jeho historické podoby, potažmo zápisy byly například následující: Jermanice, Jermanitz, Gerschmenz, Germanitz. Dne 7. června 1897 schválilo c.k. místodržitelství v Praze (na žádost místního učitele Töppera) užívání nového jména Jeřmanice v podobě Hermannsthal. Po roce 1945/46 se ves opět nazývá Jeřmanice.
Dne 25. dubna 2018 bylo schváleno usnesením výboru pro vědu, vzdělání, kulturu, mládež a tělovýchovu udělení znaku a vlajky obce.

## Pamětihodnosti
- Památkově chráněný kostel svaté Anny z let 1811 až 1816
- Památkově chráněna byla též chalupa če. 65 (původně čp. 65), zbořená někdy po roce 2006 a nahrazená novostavbou. Jednalo se o „[R]oubené stavení […] se sroubkem situovaným do háku a stojícím na vysoké podezdívce s chlévem.“ Světnička nad chlévem byla obklopena pavlačí a chlév sám „zpevněn ve štítovém průčelí mohutným opěrným klenutím“. Dlouho byla udržována coby rekreační objekt. Pro svou malebnost byl celek publikován v etnografické literatuře již před druhou světovou válkou.[6]
- Několik dalších, památkově nechráněných příkladů lidové architektury, jakož i venkovského stavitelství 19. a první půle 20. století.
- Vrch Javorník (685 m), na němž od roku 1899 stávala oblíbená výletní restaurace Obří sud, která vyhořela v druhé polovině 20. století. Hotel Obří sud, který se však nenanachází na katastru Jeřmanic, nýbrž Dlouhého Mostu, byl jako replika původní stavby obnoven v roce 2011
- Vrch Císařský kámen (637 m), jenž své jméno nese od návštěvy císaře Josefa II. v roce 1788. (Vrchol leží mimo katastr Jeřmanic.)

## Galerie

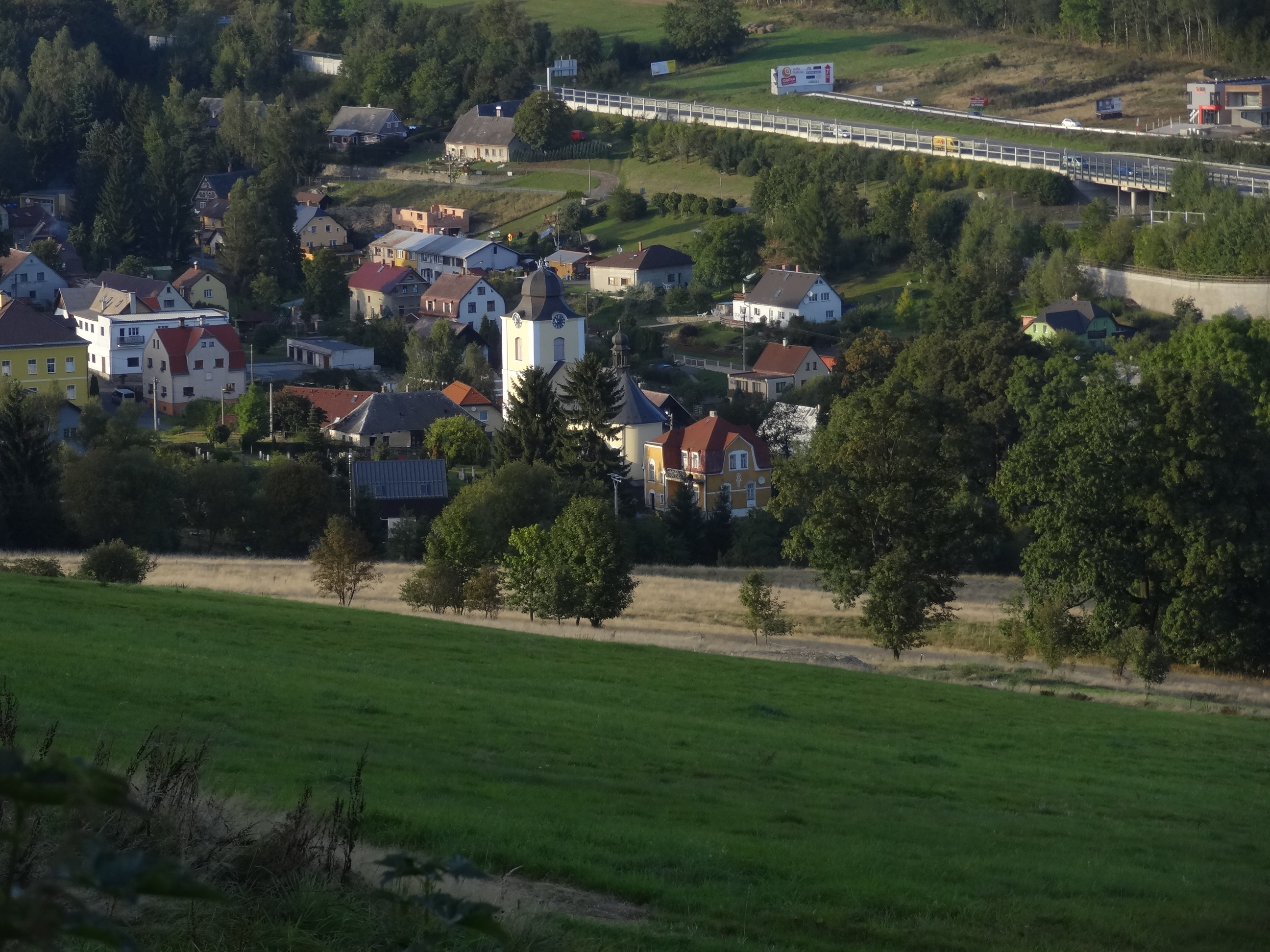
Celkový pohled na ves z vyhlídky u silnice do Záskalí
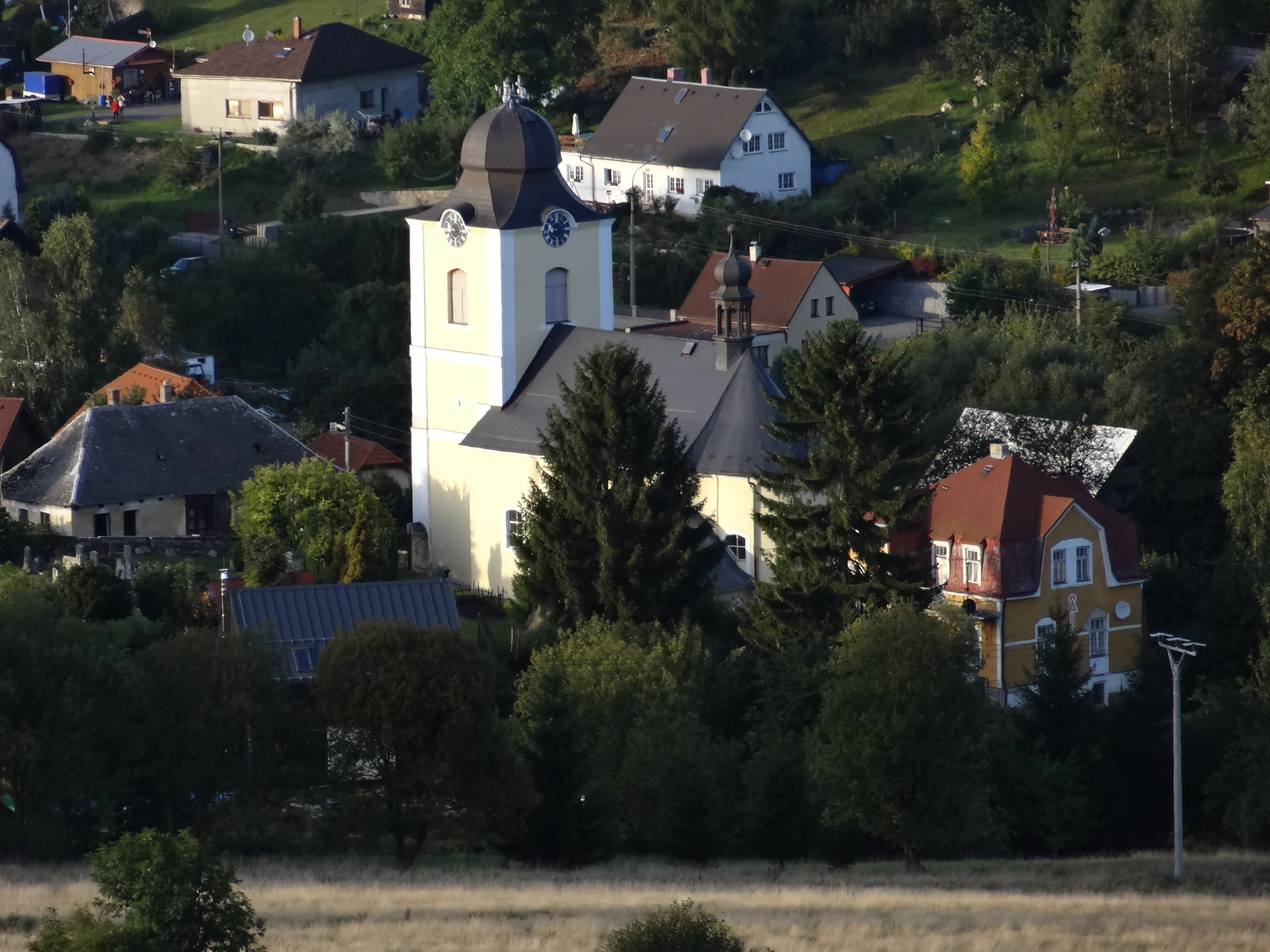
Střed vsi a kostel sv. Anny po rekonstrukci z vyhlídky u silnice do Záskalí
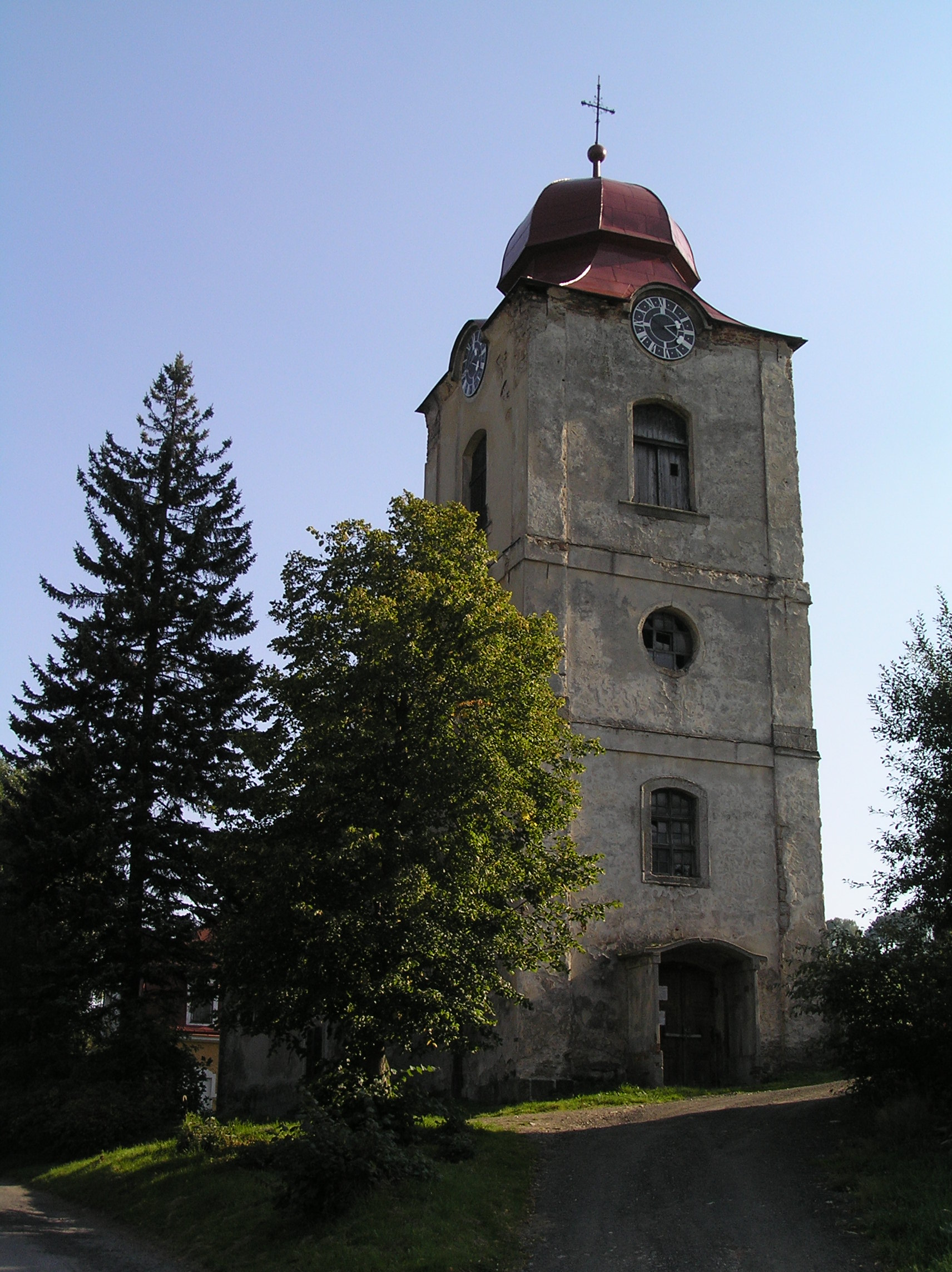
Věž kostela sv. Anny před rekonstrukcí
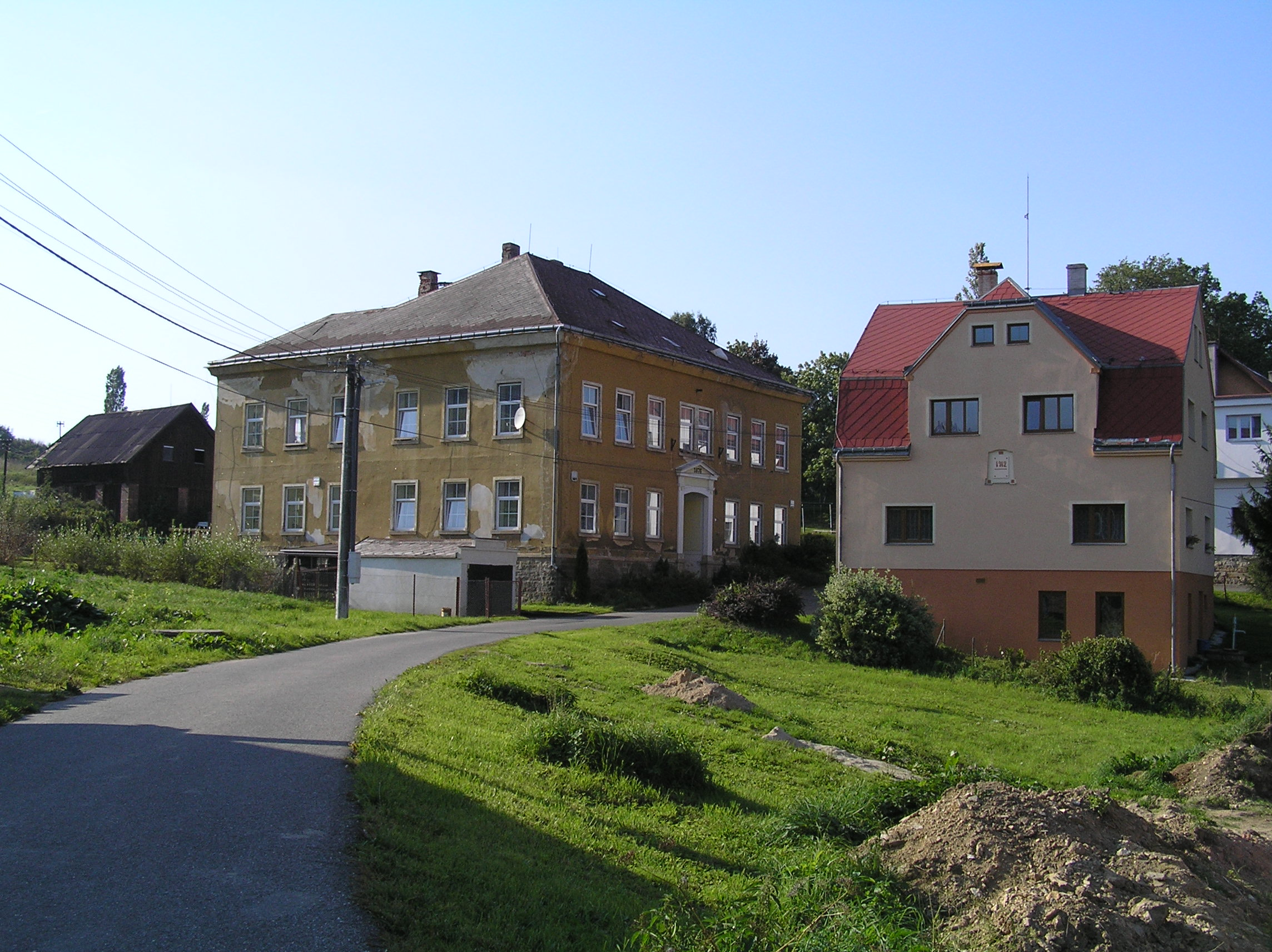
Domy čp. 263 a 274
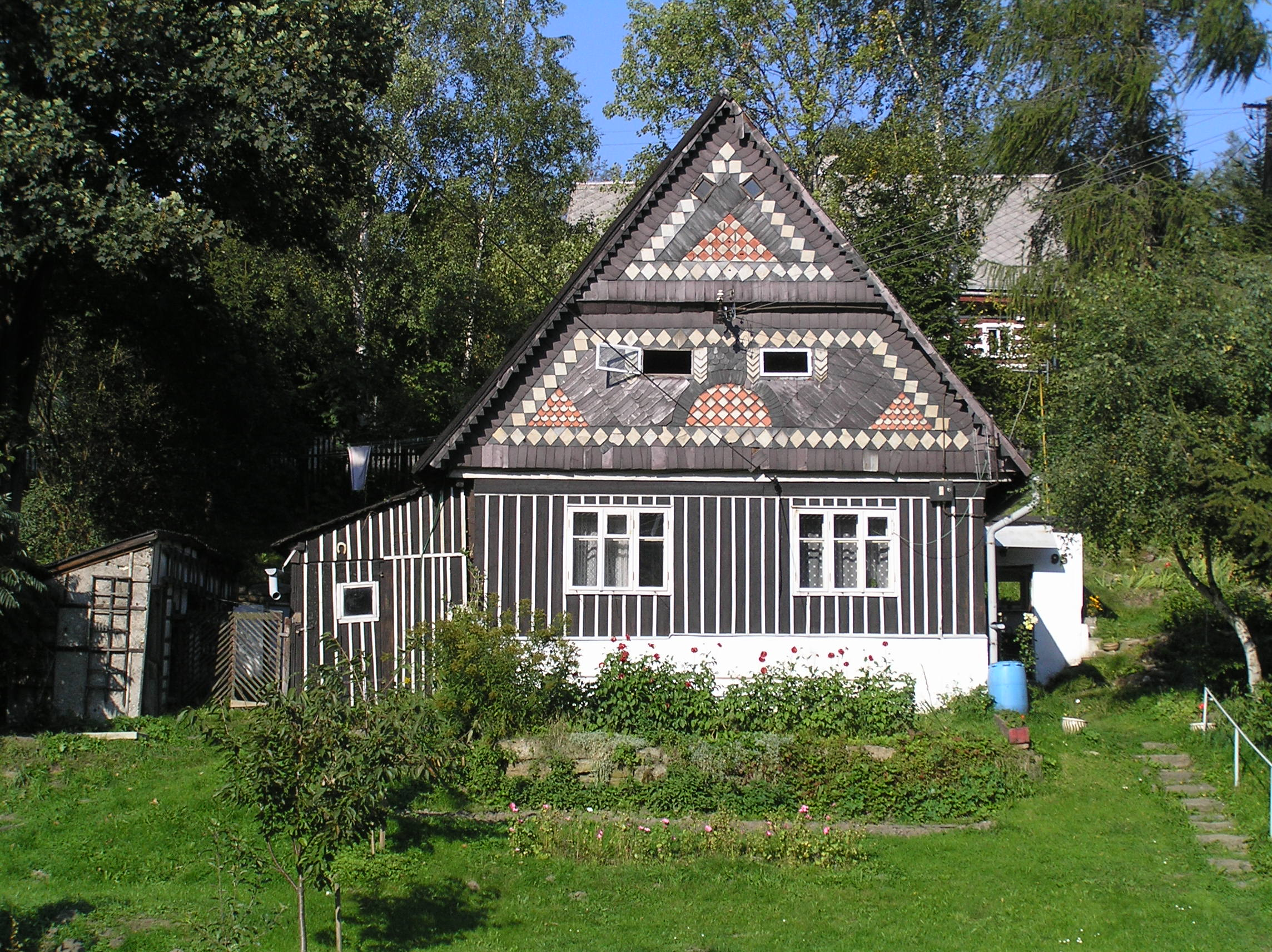
Původní německá lidová architektura čp. 95
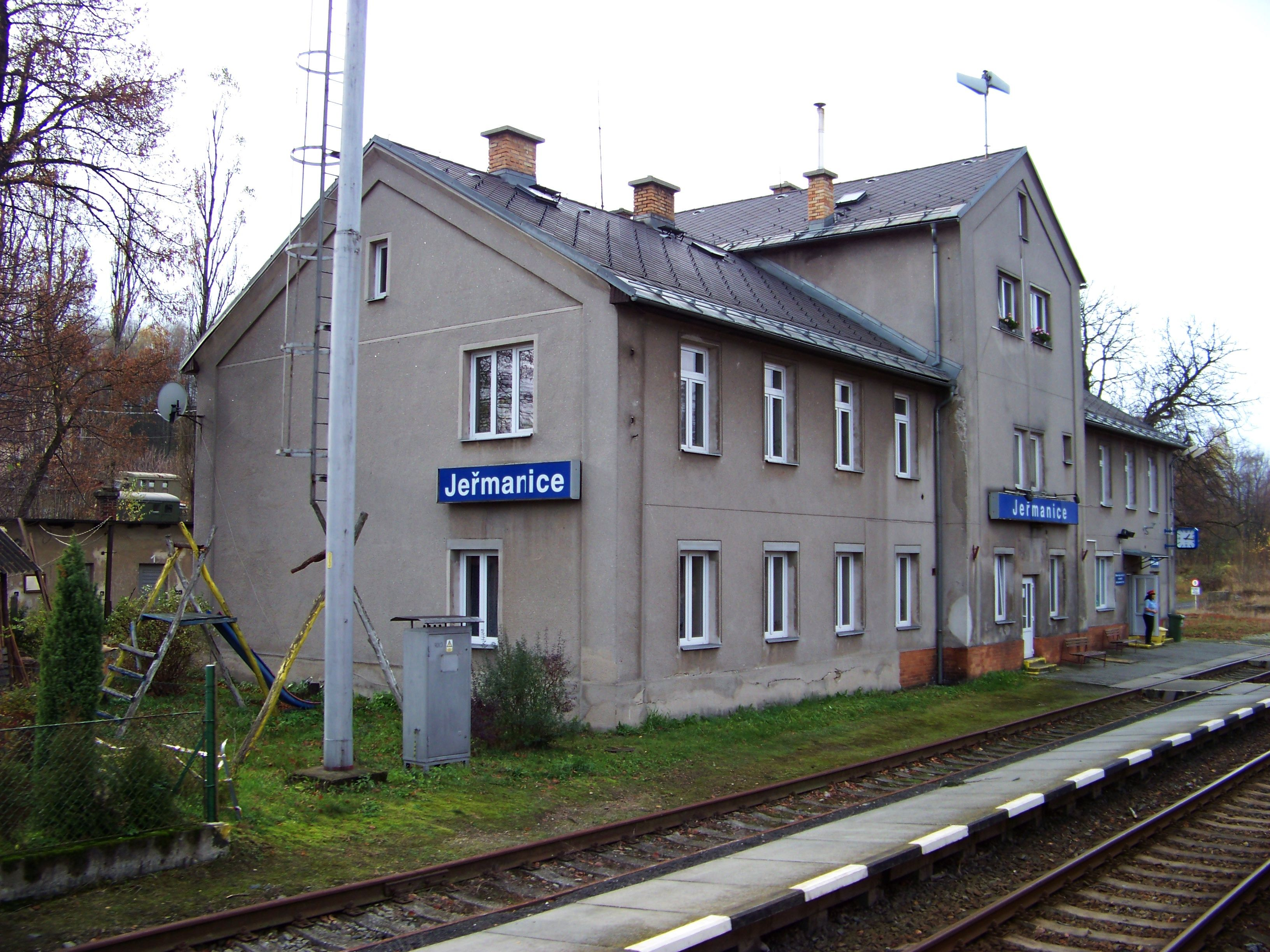
Železniční stanice